# Gunilla Bergström
Pour les articles homonymes, voir Bergström.
Gunilla Elisabet Dukure Bergström est une femme de lettres suédoise née le 3 juillet 1942 à Göteborg et morte le 25 août 2021 à Stockholm.
Elle est surtout connue pour sa série de livres pour enfants autour du personnage de Alphonse Aubert (en suédois : Alfons Åberg).

## Biographie
Gunilla Bergström est également journaliste et illustratrice. Elle a travaillé pour des journaux suédois comme Aftonbladet et de Dagens Nyheter. Gunilla Bergström fait ses débuts comme autrice de livres pour enfants en 1971, et publie son premier livre, Alphonse Aubert, en 1972. Elle a publié depuis vingt-cinq histoires d'Alfie. Ses livres ont été traduits en vingt-neuf langues et ont été vendus à plus de huit millions d'exemplaires dans le monde. Quatre millions d'exemplaires ont été vendus en Suède. En 2006, son livre Alfons och soldatpappan est publié simultanément dans sept langues différentes, ce qui n'était jamais arrivé auparavant pour un livre suédois pour enfants.
Elle illustre ses propres livres et travaille souvent avec des collages.
En 2012, Gunilla Bergström reçoit une médaille Illis Quorum du gouvernement suédois.
Bergström meurt le 23 août 2021, à l'âge de 79 ans.

## Récompenses
- 1979 : Plaque Elsa Beskow[6]
- 1981 : Prix Astrid-Lindgren[6]
- 2012 : Médaille Illis Quorum
- 2019 : Litteris et Artibus[7]

## Publications
- Bonne nuit, Alphonse Aubert [« God natt, Alfons Åberg, 1972 »], Paris, l'Étagère du bas, 2020, 27 p. (ISBN 978-2-490253-25-8)
- Bien joué, Alphonse Aubert [« Aja baja, Alfons Åberg, 1973 »] (trad. du suédois), Paris, l'Étagère du bas, 2020, 27 p. (ISBN 978-2-490253-26-5)
- Dépêche-toi, Alphonse Aubert [« Raska på, Alfons Åberg, 1975 »] (trad. du suédois), Paris, l'Étagère du bas, 2022, 27 p. (ISBN 978-2-490253-51-7)